# Stenocarpus intermedius
Stenocarpus intermedius är en tvåhjärtbladig växtart som beskrevs av A. Brongn. & Gris. Stenocarpus intermedius ingår i släktet Stenocarpus och familjen Proteaceae. Inga underarter finns listade i Catalogue of Life.